# Карбоне (Лече)
Карбоне (итал. Carbone) је насеље у Италији у округу Лече, региону Апулија.
Према процени из 2011. у насељу је живело 6 становника. Насеље се налази на надморској висини од 58 м.